# بني مرة (مناخة)

تعديل مصدري - تعديل

بني مرة هي إحدى قرى عزلة اليعابر بمديرية مناخة التابعة لمحافظة صنعاء، بلغ تعداد سكانها 112 نسمة حسب تعداد اليمن لعام 2004.